# Exochus morionellus
Exochus morionellus là một loài tò vò trong họ Ichneumonidae.